# Stranger at the Gate
Stranger at the Gate (deutsch Fremder am Tor) ist ein US-amerikanischer Dokumentar-Kurzfilm von Joshua Seftel aus dem Jahr 2022. Der Film erhielt eine Oscarnominierung.
Eines der Original-Filmplakate titelte: „Love conquers Hate“ (Liebe besiegt Hass).

## Inhalt
Im Film wird die Geschichte des Kriegsveteranen Richard „Mac“ McKinney, eines ehemaligen US-Marines, aus Muncie in Indiana erzählt, der einen Angriff auf eine muslimische Gemeinde plant. Seine durch den Krieg im Irak und in Afghanistan ausgelösten Traumata treiben ihn in ein Gefühl von Hass gegen diejenigen, die ihm Angst machen, weil er lernen musste, ihnen zu misstrauen. Nachdem Mac aus seinem anstrengenden aktiven Dienst entlassen ist, wird er Zeuge des Anschlags vom 11. September. In ihm tief vergrabene Gefühle brauen sich zu etwas zusammen, das ihn dazu bringt, eine Bombe zu bauen, die er im örtlichen muslimischen Zentrum seiner Heimatstadt zur Explosion bringen will.
Da er sich entschlossen hat, erst einmal weitergehende Ermittlungen anzustellen, um später erklären zu können, warum er einen solchen Anschlag ausführen musste, begibt er sich ins Zentrum der Menschen, denen er etwas antun will. Die Freundlichkeit, die ihm entgegenschlägt, macht ihn erst einmal hilflos und verändert schrittweise seine Einstellung. Eigentlich hatte er geglaubt, dass sich seine Meinung bestätigen würde, dass Muslime böse sind und dass sein Plan dadurch Berechtigung habe. Er findet unter diesen Menschen jedoch etwas, wonach er bisher vergeblich gesucht hat – inneren Frieden und ein Gefühl von Freiheit. Dies alles bewegt ihn später dazu, im Land herumzureisen und anderen zu helfen, die ebenfalls die Liebe verloren hatten. Die Botschaft des Films ist eigentlich einfach: Hass tötet, während Liebe die Kraft hat, zu heilen.

## Produktion

### Produktionsnotizen, Veröffentlichung
Der Film der Produktionsfirma Smartypants Pictures wurde am 11. Juni 2022 auf dem Tribeca Film Festival in den Vereinigten Staaten der Öffentlichkeit erstmals vorgestellt. Der Vertrieb erfolgte durch The New Yorker. Am 14. September 2022 wurde der Film dann über YouTube und The New Yorker weltweit verbreitet. Außerdem lief er beim Sarasota Film Festival, beim Port Townsend Film Festival und beim Breck Film Festival, beim BendFilm Festival und beim Hamptons International Film Festival sowie beim East Hampton Festival in New York.

### Hintergrund
In einem Interview erinnerte sich Richard „Mac“ McKinney an den Transformationsprozess, an die Fremdartigkeit des Ortes und die schrecklichen Dinge, die er gesehen hatte. Auch erinnert er sich daran, wie er lernte, Muslimen zuerst zu misstrauen und dann, sie zu hassen, sie als Feind zu betrachten. Für ihn sei es ein Schock gewesen nach seiner Rückkehr in seine Heimat, in der Schule seiner Tochter eine Frau mit Kopftuch sehen zu müssen. Er sei traumatisiert gewesen und für ihn habe deren Anwesenheit in seinem Land nur einen Sinn insoweit ergeben, dass er der Überzeugung gewesen sei, dass sie und andere Muslime Terroristen seien, die in die USA gekommen seien, um dort auf eine Gelegenheit zum Handeln zu warten. Er habe um die Sicherheit seiner Familie gefürchtet und habe nur daran denken können, dass er diesen Leuten zuvorkommen müsse. Vor diesem Hintergrund habe er dann das örtliche islamische Zentrum und die Moschee beobachtet. Um anderen klarzumachen, warum er so habe handeln müssen, habe er jedoch erst einmal recherchieren müssen, habe er sich gedacht. Die Art und Weise, wie die muslimische Gemeinschaft darauf reagiert habe, habe alles verändert.

## Rezeption

### Kritik
Jane A. Foster gab dem Film auf der Seite Britflicks fünf von fünf Sternen und meinte, in dieser wunderschön erzählten Geschichte des preisgekrönten Regisseurs Joshua Seftel, die elegant von Jeremy Medoff bearbeitet sei, entfalte sich so etwas wie die schiere Menschlichkeit und Kraft der Liebe, die in dieser Welt auch existiere. Der Film sei berührend lebensbejahend, was nichts mit religiösen Dogmen zu tun habe, die immer noch so viel zerstören wie auch heilen könnten. Diesem unglücklichen an der Seele beschädigten Menschen werde mit Liebe und Zuwendung begegnet, und zwar von den Menschen, die er habe töten wollen. Der Film werfe alle möglichen Themen auf, die mit Vorurteilen, Religion, Missverständnissen, psychischer Gesundheit und dem Zusammenbruch des Familienlebens zu tun hätten, und sei eine hoffnungsvolle Geschichte darüber, was mit Liebe erreicht werden könne. Stranger at the Gate verdiene alle Auszeichnungen, die er bekommen könne.
Jennie Kermode von Eye for Film gab dem Film vier von fünf möglichen Sternen und schrieb, wenn die Tochter von Richard „Mac“ McKinney den Menschen die Geschichte ihres Vaters erzählt habe, hätten die Zuhörer oft gedacht, sie erfinde sie. Joshua Seftels kurzer Dokumentarfilm sei ein beeindruckendes Werk. Leise und bescheiden werde auf die Veränderungsprozesse eingegangen, die Mac erlebt habe, während gleichzeitig ein Blick nach außen auf die breitere Gesellschaft geworfen und gezeigt werde, welche Maßnahmen ergriffen werden könnten, um die Geschichten anderer Menschen zu ändern. Der Schlüssel dazu sei die Anerkennung der Fähigkeit zur Veränderung, die durch persönliche oder gesellschaftliche Traumata leicht verloren gehen könne. Erzählt in einem Stil, der Sensationsgier vermeidet und die Ereignisse für sich selbst sprechen lässt, sei Stranger at the Gate ein leiser revolutionärer Film.
Auf der Seite The Independent Critic erläuterte Richard Propes, dass er mit der Geschichte von Richard McKinney vertraut gewesen sei, bevor er sich Joshua Seftels preisgekrönten Kurzfilm angesehen habe. Stranger at the Gate sei eine einfache, kraftvolle Geschichte, die zeige, dass Herzen und Köpfe transformiert werden könnten. In dieser Zeit, in der die Gesellschaft scheinbar von so vielen Spaltungen beherrscht werde, sei ein Film wie Stranger at the Gate eine beruhigende filmische Salbe und ein wirklich bewegender Film. Es sei eine Geschichte von Hoffnung, Heilung und Transformation, die in der kommenden Preisverleihungssaison sehr wahrscheinlich in Erinnerung bleiben werde.

### Auszeichnungen
Virginia Film Festival 2022
- Auszeichnung für Joshua Seftel mit dem Publikumspreis in der Kategorie „Bester Dokumentar-Kurzfilm“

Tribeca Film Festival 2022
- Auszeichnung in der Kategorie „Bester Dokumentarfilm“ – Besondere Erwähnung durch die Jury

Indy Shorts International Film Festival 2022
- Auszeichnung für Joshua Seftel in der Kategorie Dokumentarfilm
- Friedenspreis der El-Hibri-Stiftung 2022

Academy Awards, USA 2023
- Nominierung für Joshua Seftel und Conall Jones für den Oscar in der Kategorie „Bester Dokumentar-Kurzfilm“